# The Blue Cats
The Blue Cats — музыкальная группа, основанная в 1980 году в Лондоне, Великобритания, играющая в жанрах нео-рокабилли, сайкобилли, рокабилли.

## История группы
The Blue Cats впервые собрались вместе в 1980м году.
The Blue Cats, наряду с Stray Cats, The Polecats, The Restless, внесли большой вклад в возрождение интереса к рокабилли в начале 80-х.
Они взяли за основу все, что любили и ценили в рокабилли, 
и добавили энергетику и живость музыкальных направлений своего времени.
Они создали своё собственное звучание, узнаваемое с первых аккордов.
В 1981 г.,группа записывает альбом Fight Back, сингл 'Wild Night' становится песней недели по версии популярного британского издания Sounds. Blue Cats обретают популярность и начинают играть на разогреве у таких известных групп как The Clash.
К концу 81го они уже путешествуют по всей европе с сольными концертами.

### 1983-1989гг., Beltane Fire
В 1982-83гг у группы творческий кризис, и ребята организуют новый проект - BELTANE FIRE. 
В качестве менеджеров им помогают Тим и Фил Полкэт из The Polecats, а также отец Тима Барри.
Репертуар Beltane Fire состоял из абсолютно новых оригинальных песен, а саунд "был не похож 
ни на что, когда либо кем либо слышанное", говорит фронтмен группы Клинт Брэдли.
В 1984г. Beltane Fire заключили контракт с SONY
и записали альбом Different Breed. Контракт с таким крупным лейблом был очень серьёзным достижением для группы,
играющей столь специфическую музыку.

### 1989-1991 гг., американский период, Flame of The West
В 1989 коллектив покидает басист Mitch Caws и группа перемещается в США, где они до 91го играют втроем 
под названием Flame of The West.

### 1991-1993 гг., The Tonnel и распад группы
По возвращении в Лондон в группу приходит новый басист и музыканты, возвращаясь к Blue Cats, записывают один из 
самых запоминающихся альбомов - The Tunnel.
В 1993 г. без каких-либо серьёзных на то причин группа распадается. Они просто почувствовали, что этот этап закончен,
и разошлись, занявшись каждый своим отдельным проектом.

### 2008-наши дни, воссоединение The Blue Cats
Благодаря стечению обстоятельств музыканты встретились на сцене вновь спустя 15 долгих лет в мае 2008.
Фронтмен группы Клинт так рассказывает об этом: "Несмотря на то, что все эти годы мы не видели друг друга и не общались, с первого же аккорда 
на репетиции магия наполнила комнату. Это было как если бы мы просто сделали небольшой перерыв в 93м и продолжили как ни в чем не бывало в 2008."
После этого концерта музыкантам стали приходить письма от фанов со всего мира. Они просили новых концертов и новых песен.
С тех пор Blue Cats продолжают играть вместе и гастролируют по всему миру. В январе 2012 года коллектив даст единственный концерт в Москве.
"Blue Cats всегда будут принадлежать своим поклонникам. Мы никогда не были коммерческой группой или частью какого-то модного течения. Мы-это просто мы. 
И мы существуем благодаря вам, нашим слушателям." (С) CLINT, CARLO, STEF, PAUL - The Blue Cats.

## Участники группы

### Текущий состав
- Clint Bradley — вокал, гитара (с 1980 г.)
- Paul Diffin — вокал, контрабас (с 1991 г.)/Steve Whitehouse (гр. Frenzy)
- Carlo Edwards — вокал, гитара (с 1980 г.)
- Stef Edwards — ударные (с 1980 г.)

### Бывшие участники
- Clive Osbourne(Rocking Mont Oz)
- Mitch Caws

## Дискография

### Студийные альбомы
- Fight Back - The Blue Cats (1981)
- The G-Men - (1982)
- Different Breed - Beltane Fire (1985)
- The Tunnel - The Blue Cats (1992)
- Best Dawn Yet  - The Blue Cats (2012)